# Allwyn
Allwyn je nadnárodní společnost zaměřená na loterie. Společnost je součástí investiční skupiny KKCG. Vznikla rebrandingem společnosti Sazka Group v roce 2021. Tento rebranding byl dokončen v květnu 2022. Sídlo společnosti se nachází ve švýcarském Lucernu, významné kanceláře má také v Praze a v Londýně.

## Činnost
Allwyn působí v sedmi zemích světa (Česká republika, Řecko a Kypr, Itálie, Rakousko, Velká Británie, USA – konkrétně stát Illinois) a oslovuje přibližně 130 milionů dospělých zákazníků. Společnost se zaměřuje na provozování loterií, losů, kurzových sázek a technických a kasino her.

## Historie
Společnost Allwyn je součástí investiční skupiny KKCG. Roku 2011 investiční skupina KKCG vstoupila do loterijního byznysu získáním majoritního podílu ve společnosti Sazka a.s. V roce 2012 se KKCG stala jediným vlastníkem Sazky.
Významným milníkem společnosti bylo získání licence na provozování britské Národní loterie od února 2024 na období 10 let.
V roce 2023 společnost vstoupila na americký trh jako provozovatel státní loterie v Illinois.

## Značky, které jsou součástí Allwyn
V České republice je součástí Allwyn značka Sazka s produkty: Sportka, Extra renta, Šťastných 10, Sazka Hry, Sazka Bet, Sazka Klub, Euromiliony, Kasička, Keno, Mini renta, Rychlé kačky, Všechno nebo nic a Power Spin. Patří také mezi země konsorcia loterie Eurojackpot.